# Banjo-Tooie
Banjo-Tooie (en japonès: バンジョーとカズーイの大冒険2, Rōmaji: Banjō to Kazūi no Daibōken 2, traducció en anglès: Banjo & Kazooie's Great Adventure 2, títol en anglès literal: Banjo-Kazooie 2) és la continuació del videojoc de plataformes de Nintendo 64 del 1998 anomenat Banjo-Kazooie. Es va publicar l'1 de novembre de 2000. Creat per Rareware, els seus personatges principals són en Banjo i Kazooie del popular joc original.

## Història
Han transcorregut dos anys després de la derrota de la Gruntilda, ella va ser tancada accidentalment en una roca al caure del seu castell, i Klungo va intentar treure-la d'aquest punt, sense tenir èxit. Però dos de les germanes de la malvada bruixota arriben a la Muntanya Espiral amb el maneig d'un vehicle excavador per a rescatar-la, invocant un encís. Mentrestant, a la casa d'en Banjo, aquest, Kazooie, Bottles i Mumbo Jumbo juguen a cartes, jocs en els quals Kazooie fa trampa; però a causa del tremolor generat pel vehicle de les germanes de la Gruntilda, Mumbo decideix sortir per a esbrinar què passa. En observar en Klungo i les bruixotes, planeja alertar als herois però és descobert del seu amagatall i Gruntilda va després d'ell. Quan Mumbo els dona la notícia en Banjo i a Kazooie, aquest no li creu, però tots accepten sortir... excepte en Bottles, que per les seves sospites sobre un intent de parany en el joc de cartes, es queda a la casa. Grunty localitza la mateixa i executa un tret d'energia que elimina la casa i a Bottles a dins. Després ella i les seves germanes surten de la regió, no sense abans deixar criatures perquè desfacin tota la zona. A l'alba, els quals van poder escapar presenciant la mort d'en Bottles i en la seva memòria decideixen buscar a Grunty, sense saber que Klungo els estava esperant per a enfrontar-los.

## Personatges
- Banjo
- Kazooie
- Gruntilda
- Mumbo Jumbo
- Humba Wumba
- Honey B
- Cheato
- Jamjars